# Gorgonzola
För andra betydelser, se Gorgonzola (olika betydelser).

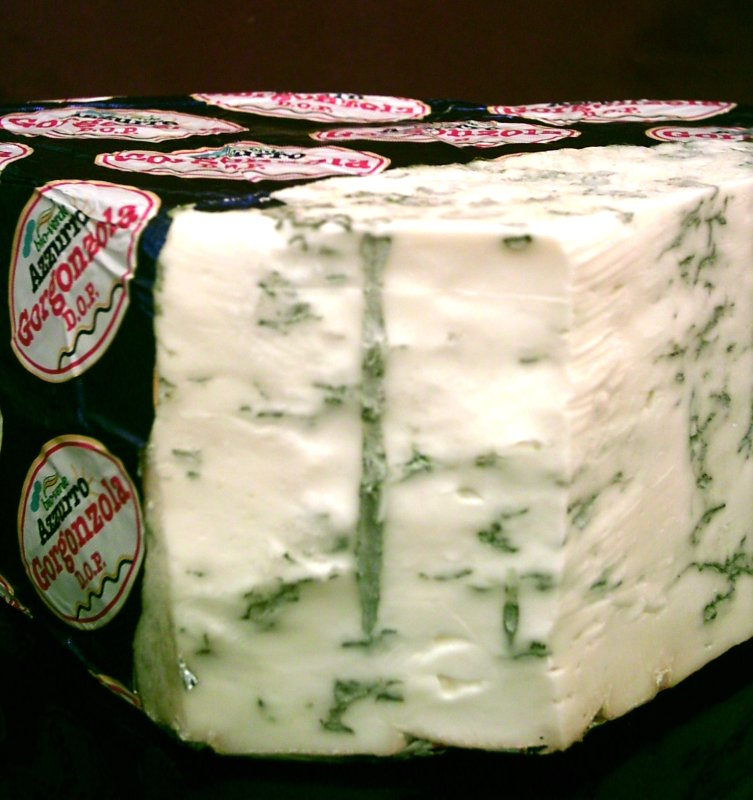
Närbild på en gorgonzola-ost

Gorgonzola är en italiensk grönmögelost uppkallad efter en by utanför Milano med samma namn. Osten lagras vanligen i 2-4 månader, dock högst ett halvår. Osten görs av komjölk. Tillverkning i byn Gorgonzola är känd sedan medeltiden.
Gorgonzola tillverkas i följande områden: Bergamo, Brescia, Biella, Como, Cremona, Cuneo, Lecco, Lodi, Milano, Novara, Pavia, Varese, Verbania, Vercelli och några områden i Alessandria. 
Gorgonzola är skyddad av italienska ursprungsmärkningen, Denominazione di Origine Protetta (DOP).